# 邢如默
邢如默（1499年—？），字宣甫，號北原，山東濟南府臨邑縣人，軍籍，明朝政治人物。

## 生平
嘉靖四年（1525年）乙酉科山東鄉試第七十五名舉人。嘉靖八年（1529年）中式己丑科會試第二百三十八名，登第三甲第八十九名進士。授濬縣知縣，擢户部陕西司主事，改給事中，十五年十二月擢升工科都给事中，復除吏科都，被谪致仕。

## 家族
曾祖邢鑑；祖父邢政，曾任岢岚知州；父邢溥，博野县教谕；母許氏，封太孺人。重庆下。弟如口、如蘭、如愚、如约、如初、如意。同母弟邢如愚，都司斷事。邢如约（1512年-1602年），字信甫，人称邑涯先生，以子邢侗敕封监察御史。